# Benavara, Kunigal
Benavara là một làng thuộc tehsil Kunigal, huyện Tumkur, bang Karnataka, Ấn Độ.